# Ulica Długa we Wrocławiu
Ulica Długa (do 1945 Lange Gasse, północny odcinek do II poł. XIX wieku nosił nazwę Weg von Pöpelwitz, tj. „Droga z Popowic”) we Wrocławiu – niegdyś (do lat 70. XX wieku) peryferyjna ulica na Szczepinie prowadząca od ul. Rybackiej na północny zachód, w stronę dawnych wojskowych terenów ćwiczebnych (wykorzystywanych do tego celu już od czasów co najmniej pruskich w XVIII wieku).

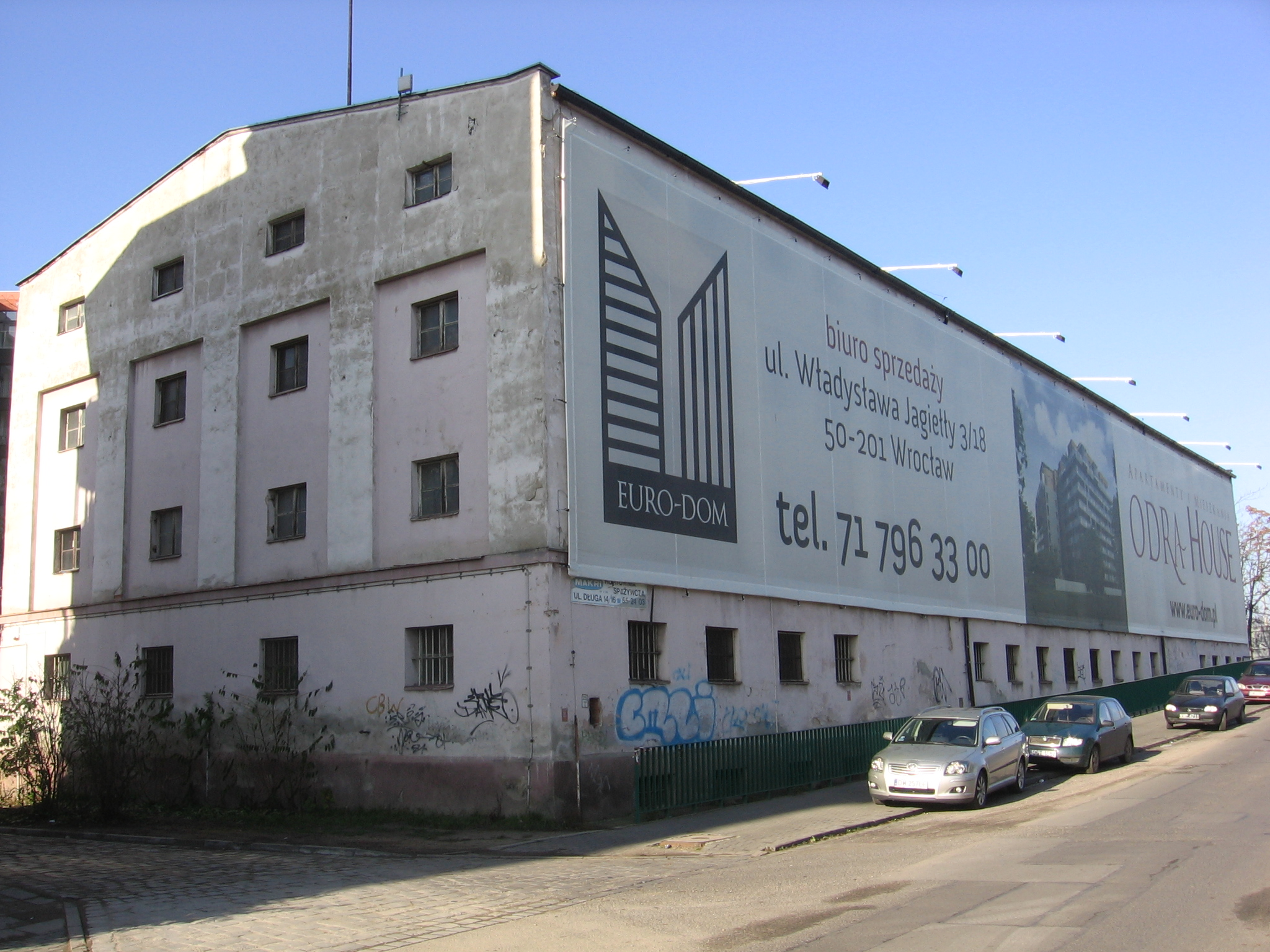
Dawny spichlerz (obecnie hurtownia spożywcza) przy ul. Długiej 14-16, widok z odcinka ulicy obecnie przypisanego do Rybackiej

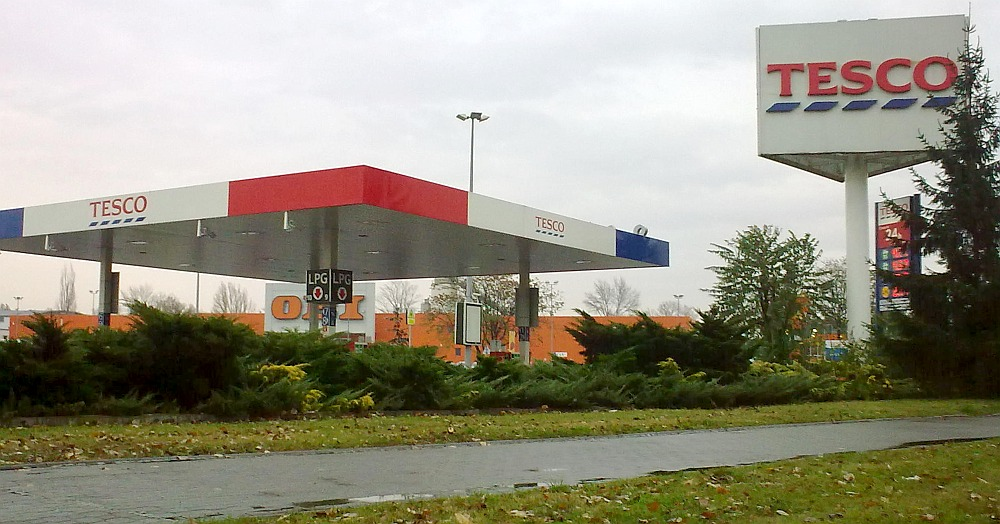
Stacja paliw przy dawnym hipermarkecie Tesco przy ul. Długiej

## Historia
Ulica wzmiankowana była już (jej południowo-wschodni odcinek) w 1556 roku jako ulica wsi Szczepin i do połowy XVIII wieku ciągnęła się do okolic obecnego skrzyżowania z ul. Młodych Techników, tj. na odcinku ponad trzystu metrów. We wsi Szczepin znajdowała się również druga droga biegnąca w podobnym kierunku co ul. Długa; nosiła ona nazwę Kurze Gasse (Krótka), dziś jest to ul. Zachodnia. W latach 70. XIX w. ulica Długa została przedłużona o dalsze pół kilometra, do nasypu kilometrowego Kolei Prawoodrzańskiej, w celu poprawienia dojazdu do nowo powstałych koszar 51. Pułku Piechoty, tzw. Westendkaserne, i terenu poligonu, a także do wzniesionych w tym samym okresie za linią kolejową obiektów strzelnicy wojskowej. Wkrótce nazwą Lange Gasse objęto także leżący za nasypem odcinek „Drogi z Popowic”. Na początku XX wieku za strzelnicą, na końcu ulicy Długiej, zlokalizowano magazyn wyrobów naftowych.
Oprócz terenów ćwiczeń, strzelnic wojskowych oraz obiektów magazynowych (m.in. związanych z pobliskim nabrzeżem przeładunkowym na Odrze), przy ul. Długiej znajdowały się m.in. baraki dla bezdomnych (w latach 20.); po wojnie niektóre z obiektów na terenie dawnej strzelnicy zaadaptowano m.in. na potrzeby studium wojskowego Politechniki Wrocławskiej, dobudowując tam przy tym dodatkowe baraki; część z nich Politechnika wykorzystuje nadal, ale do innych celów.
Zniszczenia wojenne z 1945 roku spowodowały zniknięcie znacznej części zabudowy ulicy, zachowały się jednak m.in. XIX-wieczny spichlerz (na fotografii obok, posesja nr 14/16 przy początkowym odcinku ulicy Długiej włączonym obecnie do ul. Rybackiej) i budynek administracji wojskowej (posesja nr 67). Tereny dawnego poligonu przy ul. Długiej przeznaczono po wojnie częściowo pod ogródki działkowe, a część zajmuje stacja elektroenergetyczna. Na terenie wybudowanego w latach 80. XIX wieku browaru Kipkego po wojnie znajdowały się zakłady urządzeń komunalnych oraz różne przedsiębiorstwa w tym między innymi Przedsiębiorstwo Zmechanizowanych Robót Budownictwa Przemysłowego „Zachód”. Zabudowa wzdłuż ulicy Długiej miała przez dziesięciolecia mieszany charakter, przemysłowo-podmiejski; w latach 60. XX w. po południowej jej stronie rozpoczęto budowę pierwszych bloków mieszkalnych, później powstawały tu także placówki handlowe i usługowe. Po przeciwnej stronie ulicy przewagę mają obiekty przemysłowe i handlowe.
Po wybudowaniu i oddaniu w 1992 do eksploatacji Mostu Dmowskiego ulica Długa stała się ważną arterią łączącą północno-wschodnie okolice miasta (Psie Pole) poprzez centrum (rejon Kępy Mieszczańskiej, a także pośrednio pl. Jana Pawła II) z dzielnicami północno-zachodnimi, m.in. z Popowicami. Znaczna część ulicy biegnie pomiędzy ogródkami działkowymi, a ostatni północno-zachodni fragment (licżacy ok. 0,2 km) z 1,2-kilometrowej ulicy Długiej podczas przebudowy w latach 90. XX w. został odcięty od głównej linii ulicy (dojazd doń jest okrężny, od ul. Starogroblowej), która w tym rejonie przechodzi prowadzącą na zachód Starogroblową.
25 maja 2019 r. ruszył pierwszy etap budowy tramwaju na Popowice, w ramach którego ulica Długa na całej swojej długości zyska torowisko oraz stację kolejową Wrocław Szczepin. Powstanie ona w ramach przebudowy wiaduktu obok Zakładu Dróg i Utrzymania Miasta (ZDiUM). Planowany termin zakończenia inwestycji – 2022 rok – nie został dotrzymany; przewiduje się, że tramwaje pojadą w maju 2023.

## Handel
Przy ulicy Długiej powstał w 1995 roku jeden z pierwszych hipermarketów w mieście, był to należący do niemieckiej sieci Hit. Po siedmiu latach cała działająca w Polsce sieć została przejęta przez brytyjskie Tesco, tworząc w ten sposób w 2002 r. swój drugi wrocławski sklep. W wyniku problemów finansowych spółki Tesco zdecydowało się stopniowo wychodzić z polskiego rynku. Sklep przy Długiej oraz działająca przy nim stacja paliw zakończyły swoją działalność 11 kwietnia 2020 r., natomiast market został kupiony przez niemiecką sieć sklepów Kaufland, który rozpoczął swoją działalność 14 maja tego samego roku.
W bezpośrednim sąsiedztwie hipermarketu działa niemiecki market budowlany Obi.